# 29249 Hiraizumi
29249 Hiraizumi (tên chỉ định: 1992 SN12) là một tiểu hành tinh vành đai chính. Nó được phát hiện bởi Tsutomu Seki ở Geisei Observatory ở Kōchi, Kōchi Prefecture, Nhật Bản, ngày 16 tháng 9 năm 1992. Nó được đặt theo tên the town thuộc Hiraizumi ở Iwate Prefecture, Nhật Bản.